# Arbitre (échecs)
Pour les articles homonymes, voir Arbitre et Arbitre sportif.

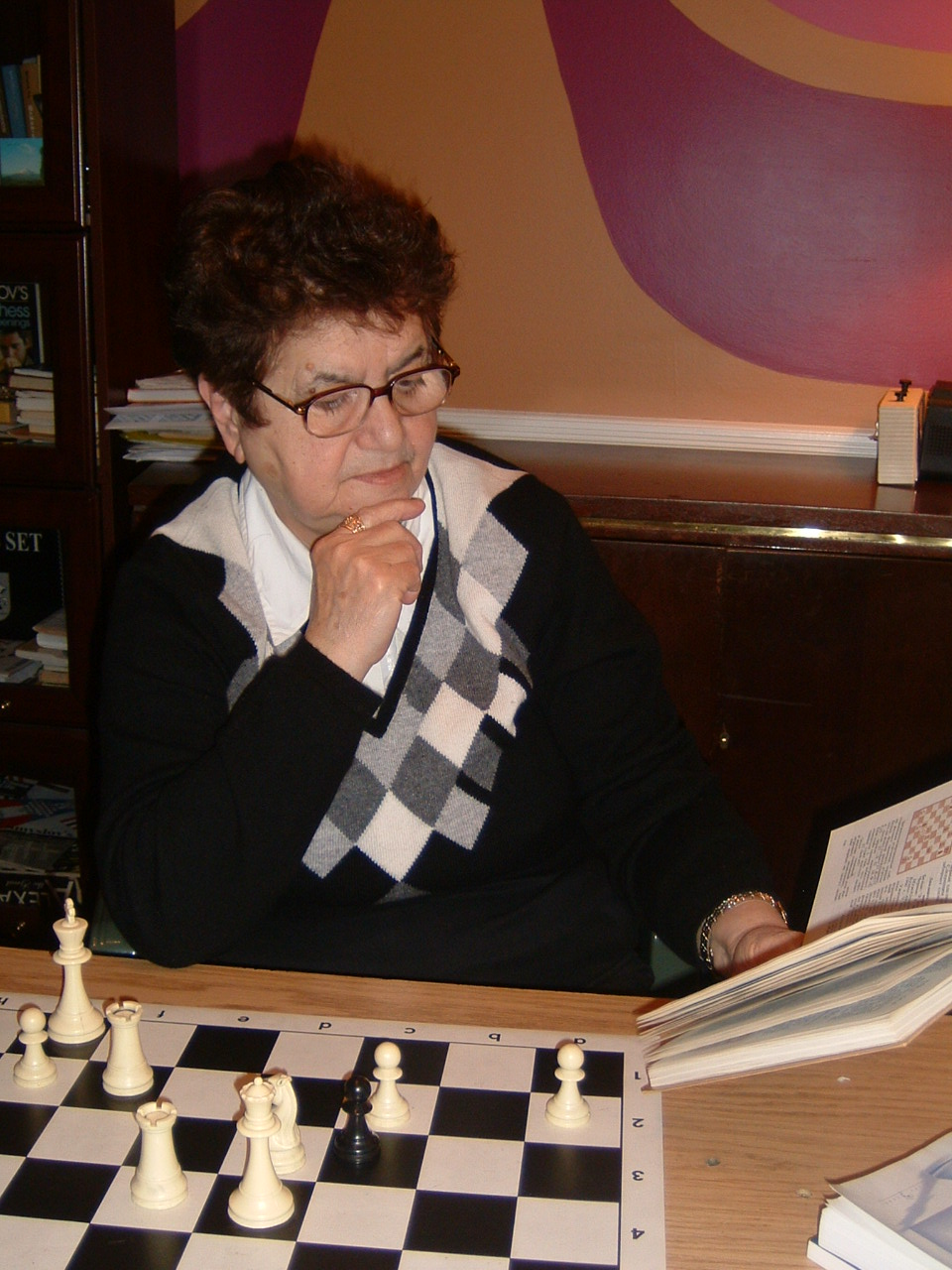
L'Arbitre internationale d'échecs Nonna Karakashyan

Un arbitre d'échecs est une personne qui dirige une compétition d'échecs, ou l'assistant d'une telle personne. La Fédération internationale des échecs définit les obligations de tout arbitre et les modalités d'obtention des titres d'arbitre international et arbitre FIDE.

## Rôle d'un arbitre d'échecs
La tâche principale d'un arbitre est de faire appliquer les règlements définis dans le manuel de la FIDE. Ce manuel contient en particulier les règles du jeu d'échecs, qui précisent comment se déroule une partie et les sanctions prévues en cas d'infraction.

### Direction d'une compétition

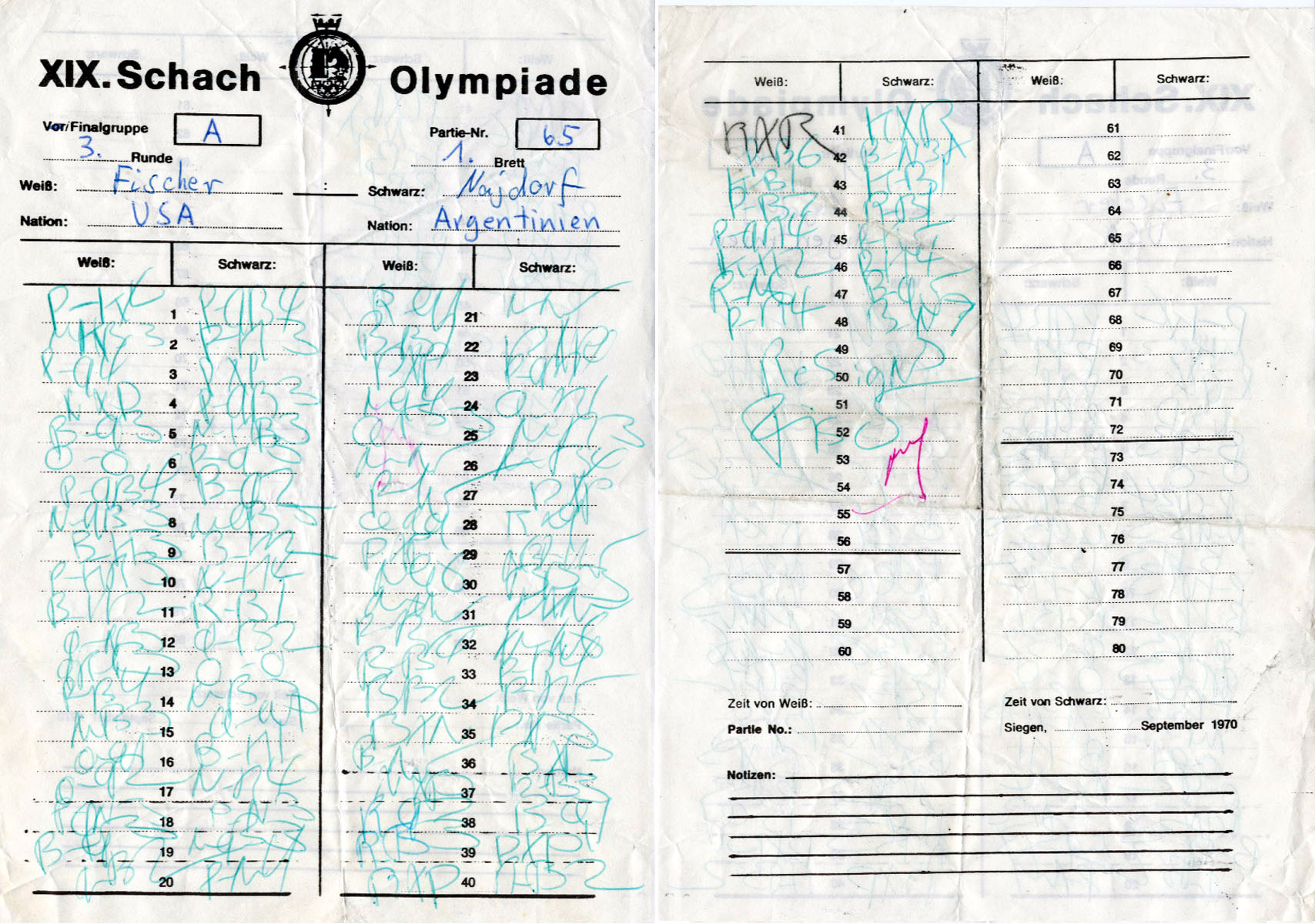
Feuille de partie.

L'arbitre principal d'une compétition est responsable des appariements, c'est-à-dire décider à chaque ronde qui joue contre qui. La plupart du temps, il applique les règles du système suisse, pour un open, ou la table de Berger pour un tournoi fermé. C'est également lui (à condition qu'il soit arbitre de la FIDE) qui délivre les certificats de normes permettant l'obtention de titres tels que maître international ou grand maître international, si le joueur a rempli les conditions imposées.

### Contrôle des joueurs
Tout arbitre est habilité à vérifier qu'un joueur ne possède pas de moyen de tricher. Aux échecs, le principal moyen pour y parvenir est d'avoir un ordinateur équipé d'un programme d'échecs, ou un dispositif permettant de communiquer avec un complice pour recevoir des indications. La FIDE s'est également dotée d'un règlement contre le dopage.

### Intervention pendant la partie

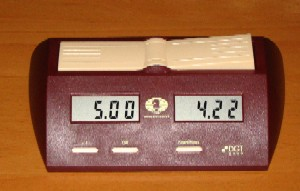
Pendule d'échecs.

En raison du stress de la compétition, les infractions mineures sont assez courantes aux échecs. L'arbitre doit intervenir à chaque infraction (en cadence lente) et est habilité à infliger une sanction :
- Simple avertissement oral pour un petit manquement au règlement, par exemple si un joueur a oublié de noter des coups sur sa feuille de partie ;
- Retrait de temps à la pendule ou ajout de temps pour l'adversaire pour une faute plus sérieuse, par exemple pour un comportement qui dérange l'adversaire ;
- Perte de la partie pour une faute grave, par exemple refuser obstinément d'appliquer une décision de l'arbitre.

Dans le cas d'une faute particulièrement grave, il est possible de porter le cas devant les autorités de la fédération nationale du joueur ou devant la FIDE, qui peuvent décider de sa suspension. Ceci n'empêche pas un éventuel procès devant un tribunal, par exemple en cas d'agression physique.

## Obtention des titres d'arbitre de la FIDE
La FIDE définit précisément les conditions à réunir pour devenir arbitre. Le premier échelon est le titre d'arbitre FIDE. Un arbitre FIDE expérimenté peut ensuite devenir arbitre international.
De la même manière que les joueurs peuvent obtenir des titres de maître ou de grand maître en réalisant des performances appelées "normes" lors de tournois de haut niveau, les prétendants aux titres d'arbitre FIDE et d'arbitre international doivent réaliser des normes en arbitrant de manière satisfaisante des tournois de haut niveau et/ou comportant suffisamment de joueurs.

### Arbitre FIDE
Les premières conditions à réunir sont une profonde connaissance des règlements de la FIDE, une objectivité à toute épreuve, et une maîtrise des outils liés aux échecs, comme les pendules électroniques. Le candidat doit, de plus, assister à un stage de formation organisé par la FIDE et passer avec succès l'examen qui le conclut. Enfin, il doit recevoir trois attestations positives ("normes") de la part de l'arbitre principal de tournois dans lesquels il a été adjoint.

### Arbitre international
Un arbitre FIDE peut devenir arbitre international si en plus de parler anglais et une autre langue officielle de la FIDE, il a arbitré de façon satisfaisante quatre tournois de haut niveau ou réunissant un grand nombre de participants.
Depuis le 1er Janvier 2024, un arbitre FIDE souhaitant devenir arbitre international doit également suivre un séminaire de certification d’arbitre international qui consiste en une session d’entraînement pour les Arbitres FIDE actifs. Le but de ce second niveau d’entraînement des arbitres est de s’assurer que le candidat est prêt à demander le titre d’arbitre international, en termes de compétences techniques et d’expérience pratique. La session est conclue par une évaluation de l’aptitude. Les stagiaires qui sont déclarés prêts après évaluation se voient accorder une norme d’arbitre international de séminaire.

## Arbitres célèbres
- Albéric O'Kelly de Galway, grand maître belge et champion du monde d'échecs par correspondance, devint arbitre international en 1962 et fut arbitre principal des championnats du monde d'échecs de 1966 et 1969.
- Lothar Schmid, grand maître allemand, devint arbitre international en 1975 et fut l'arbitre principal des championnats du monde de 1972, 1978 et 1986.
- Gideon Ståhlberg, grand maître suédois, arbitra plusieurs matches de championnats du monde de Mikhail Botvinnik.

## Spécificités nationales
Les fédérations membres de la FIDE sont libres de mettre en place des procédures et règlements spécifiques, à condition qu'ils ne contredisent pas ceux de la FIDE. Ainsi, certaines fédérations ont leur propre hiérarchie arbitrale, qui n'exclut pas l'obtention des titres de la FIDE, et leur propre système de formation des arbitres.

### Cas de la France
L'organe chargé du secteur de l'arbitrage au sein de la Fédération française des échecs est la Direction nationale de l'arbitrage (DNA). Christian Bernard l'a présidée lors de sa fondation, suivi par Francis Delboe, Stéphane Escafre, Gérard Hernandez, Emmanuel Variniac, Laurent Freyd, John Lewis et Guillaume Gerandi.
La hiérarchie française comprend quatre catégories de titres. Les titres dans l'ordre croissant d'importance:
- Arbitre fédéral Jeune. Un arbitre fédéral jeune est une personne  de 12 à 18 ans titulaire de l’UVR  ayant obtenu une A.S.P. Favorable

1. Peut arbitrer les compétitions jeunes et scolaires, sous la responsabilité d’un « tuteur » AFC ou plus selon le type de compétition.
2. Peut arbitrer les compétitions homologuées F.F.E., en qualité d’arbitre adjoint.

- Arbitre fédéral Club. Conditions d'obtention : avoir au moins 16 ans, un classement Elo, suivre un stage de deux jours, réussir deux examens sur table et un stage pratique.

Il peut arbitrer les matchs suivants.
1. Tous les matchs du championnat de France des clubs, quelle que soit la division, sauf le Top 12 et top 12F.
2. Tous les matchs locaux, départementaux, régionaux
3. Tous les tournois fermés (sans joueurs classés F.I.D.E.) et tous les matchs joués au système de Scheveningen (sans joueurs classés F.I.D.E.).
4. Toutes les coupes locales, départementales, régionales.
5. Coupe de France jusqu’aux huitièmes de finale.
6. Compétitions jeunes (sauf celles qui nécessitent des appariements au système suisse).
7. Tournois internes des clubs pouvant être comptabilisés pour le Elo national ou le Elo rapide.

- Arbitre fédéral Open niveau 1. Conditions d'obtention : être AFC, avoir obtenu deux ASP favorables et valider un rapport technique complet auprès du Directeur des Titres.

Il peut arbitrer :
1. Tous les types d’événements échiquéens homologués par la F.F.E. à cadence lente, rapide et blitz.
2. A condition d’être agréé F.I.D.E., tous les types d’événements échiquéens homologués par la F.I.D.E. sans possibilité de délivrer des normes aux joueurs.
3. Coupes Fédérales jusqu’aux demi-finales et Coupe de France jusqu’aux quarts de finale

- Arbitre fédéral Open niveau 2. Conditions d'obtention : 2 ans d’expérience en tant qu’AFO1, 4 tournois (dont 1 visite de supervision) et validé l’habilitation à délivrer des A.S.P., l’AFO1 peut faire sa demande au Directeur des Titres pour passer au niveau 2.

Il peut arbitrer les finales des coupes fédérales (hors coupe de France).
- Arbitre fédéral Élite niveau 1. Conditions d'obtention : Un arbitre fédéral élite (AFE) est un AFO de niveau 2, ayant validé le titre d’arbitre F.I.D.E.

Il peut arbitrer :
1. Tous les types d’événements échiquéens homologués par la F.I.D.E y compris avec la possibilité de délivrer des normes aux joueurs et aux arbitres.
2. Les demi finales et la finale de coupe de France.

- Arbitre fédéral Élite niveau 2. Conditions d'obtention : sur proposition du directeur des titres, la D.N.A. peut octroyer le 2e niveau d’AFE à un arbitre international ayant au moins 6 ans d’expérience dans l’arbitrage et démontré les compétences requises pour l’encadrement d’événements fédéraux majeurs.

Il peut arbitrer en tant qu'arbitre en chef:
1. le championnat de France
2. le championnat de France des Jeunes
3. le championnat de France Rapide & Blitz
4. le Top 12

A août 2024, la France compte 68 arbitres FIDE et 64 arbitres internationaux pouvant arbitrer des tournois offrant aux joueurs la possibilité de réaliser des normes.